# 호소카와 리쓰오
호소카와 리쓰오(일본어: 細川律夫, 1943년 8월 8일~)는 일본의 정치인으로, 중의원 의원을 지냈다. 소속 정당은 민주당이었다. 중의원에서 환경위원장, 행정감시위원장을 지냈으며, 후생노동부대신을 맡다가 간 내각에서 후생노동대신으로 임명되었다.

## 생애
고치현 출신으로, 메이지 대학 법학부를 졸업하고 변호사로 활동하였다. 1990년 제39회 일본 중의원 의원 총선거에서 첫 당선되었다. 일본 사회당, 일본 사회민주당을 거쳐 1996년 구 일본 민주당 (1996년~1998년) 결성에 참여했으며, 1998년 구 민주당, 민정당, 신당 우애, 민주개혁연합이 합류한 민주당 창당에 참여하였다.
하토야마 유키오 내각, 간 내각에서 후생노동성 부대신을 맡았으며, 간 내각 제1차 개조내각에서는 나가쓰마 아키라의 후임 후생노동성 대신이 되었다. 2011년 출범한 간 내각 제2차 개조내각에서도 유임하였다.